# H. Robert Horvitz
Howard Robert Horvitz (* 8. května 1947 Chicago) je americký biolog, nositel Nobelovy ceny za fyziologii a lékařství za rok 2002. Za objevy týkající se genetické regulace vývoje orgánů a programované buněčné smrti ji spolu s ním obdrželi Sydney Brenner a John Sulston. Horvitz při studiu hlístice Caenorhabditis elegans identifikoval dva geny potřebné pro vznik programované buněčné smrti. Později ukázal, že jiný gen před buněčnou smrtí chrání, a také identifikoval geny, které řídí způsob odstraňování odumřelých buněk. Tyto poznatky položily základy pro pochopení buněčné smrti na genetické úrovni a přispěly k významnému pokroku nejen ve vývojové biologii, ale také v lékařském výzkumu, kde napomohly k objasnění patogeneze mnoha nemocí a nalezení nových strategií pro cílenou terapii některých neurodegenerativních onemocnění, např. Alzheimerovy a  Parkinsonovy choroby, nebo rakoviny.
Svoje průlomové výzkumy zahájil v polovině 70. let v Laboratoři molekulární biologie v anglickém Cambridge. Později se stal profesorem Massachusettského technologického institutu v USA.

## Mládí a studia
Horvitz se narodil v Chicagu ve státě Illinois židovským rodičům, matka byla učitelka a otec účetní. Vystudoval matematiku na Massachusettském technologickém institutu, kde se stal členem vysokoškolského bratrstva Alpha Epsilon Pi. Prázdniny trávil prací pro IBM, nejprve zapojováním panelů pro účetní stroje a poté v posledním roce pomáhal vyvíjet konverzační programovací systém IBM.
V posledním ročníku Horvitz absolvoval první kurzy biologie a jeho profesoři mu doporučovali, aby ve studiu biologie pokračoval v postgraduálním studiu. Po ukončení bakalářského studia v roce 1968 se zapsal na postgraduální studium biologie na Harvardově univerzitě, kde pod vedením Waltera Gilberta a Jamese Watsona studoval modifikace RNA polymerázy E. coli vyvolané T4 a v roce 1974 zde získal doktorát.

## Profesní život
V roce 1974 Horvitz nastoupil na postdoktorandské místo v Laboratoři molekulární biologie v anglické Cambridgi, kde pracoval s budoucími spoluobjeviteli, nositeli Nobelovy ceny Sydney Brennerem a Johnem Sulstonem, na genetice a buněčné linii Caenorhabditis elegans. V roce 1978 přijal místo na fakultě MIT, kde v současné době působí jako profesor biologie a člen McGovernova institutu pro výzkum mozku. Je také výzkumným pracovníkem Lékařského institutu Howarda Hughese.
Horvitz působí jako předseda správní rady Společnosti pro vědu a veřejnost a je členem poradního sboru Festivalu vědy a techniky v USA.

## Výzkum
V 70. letech 20. století se Horvitz začal zabývat výzkumem programované buněčné smrti. Je to proces, který je nezbytný pro normální vývoj všech živočichů. Během fetálního vývoje musí být při formování tělesných struktur zlikvidováno obrovské množství buněk. U dospělého člověka se každý den vyvine asi jeden bilion nových buněk, podobný počet musí být eliminován, aby se udržela rovnováha a tělo nezarůstalo nadbytečnými buňkami. Horvitzův výzkum se zaměřil na zjištění, zda buněčnou smrt neboli apoptózu řídí specifický genetický program. Jeho práce se soustředily na hlístice Caenorhabditis elegans, téměř mikroskopického půdního červa, kterého Sydney Brenner označil za ideální organismus pro studium programované buněčné smrti.
V práci na buněčném vývoji a osudu buněk pokračoval i na MIT. V roce 1986 identifikoval první „geny smrti“, CED-3 a CED-4. Ukázal, že nezbytnou podmínkou pro to, aby se buněčná smrt mohla uskutečnit, jsou funkční geny CED-3 a CED-4. Dále zjistil, že další gen, CED-9, chrání před buněčnou smrtí tím, že interaguje s CED-3 a CED-4. Identifikoval také řadu genů, které řídí způsob, jakým je mrtvá buňka zlikvidována. Ukázal, že buněčná smrt je aktivní proces a že u člověka existuje obdobný gen jako CED-3. Později vědci zjistili, že mnoho genů, které řídí odumírání neuronů červů, je zachováno napříč druhy a má své protějšky v lidském mozku.
V pozdějším výzkumu Horvitz pokračoval ve využívání C. elegans k analýze genetické kontroly vývoje a chování zvířat a také k propojení objevů u hlístic s lidskými nemocemi, zejména rakovinou a neurodegenerativními chorobami, jako je amyotrofická laterální skleróza (ALS).

## Osobní život
Jeho manželka Martha Constantine-Paton je profesorkou biologie na MIT. Jeho sestra Carol Horvitz je profesorkou biologie na univerzitě v Miami na Floridě.